# 경전철

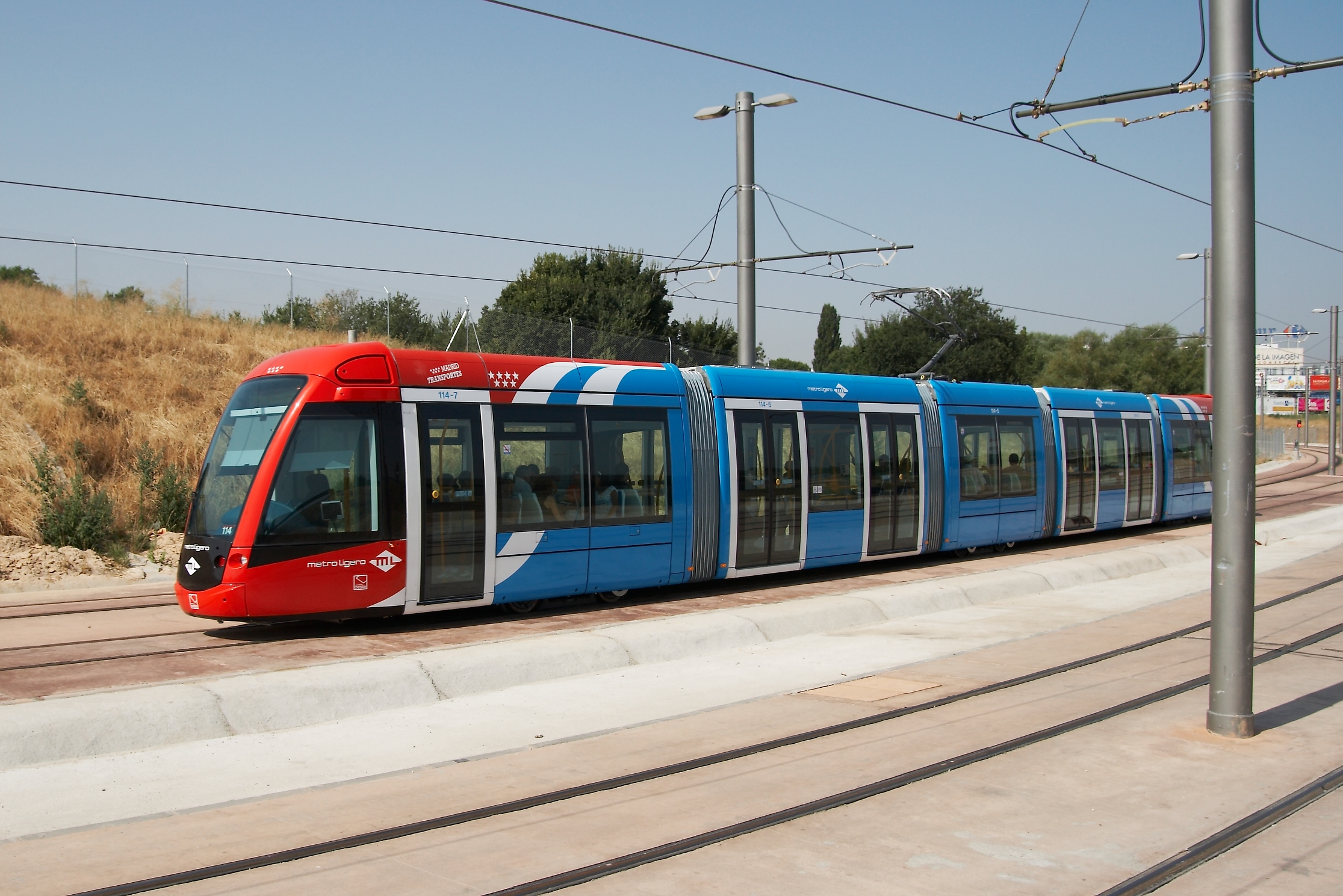
마드리드의 경전철

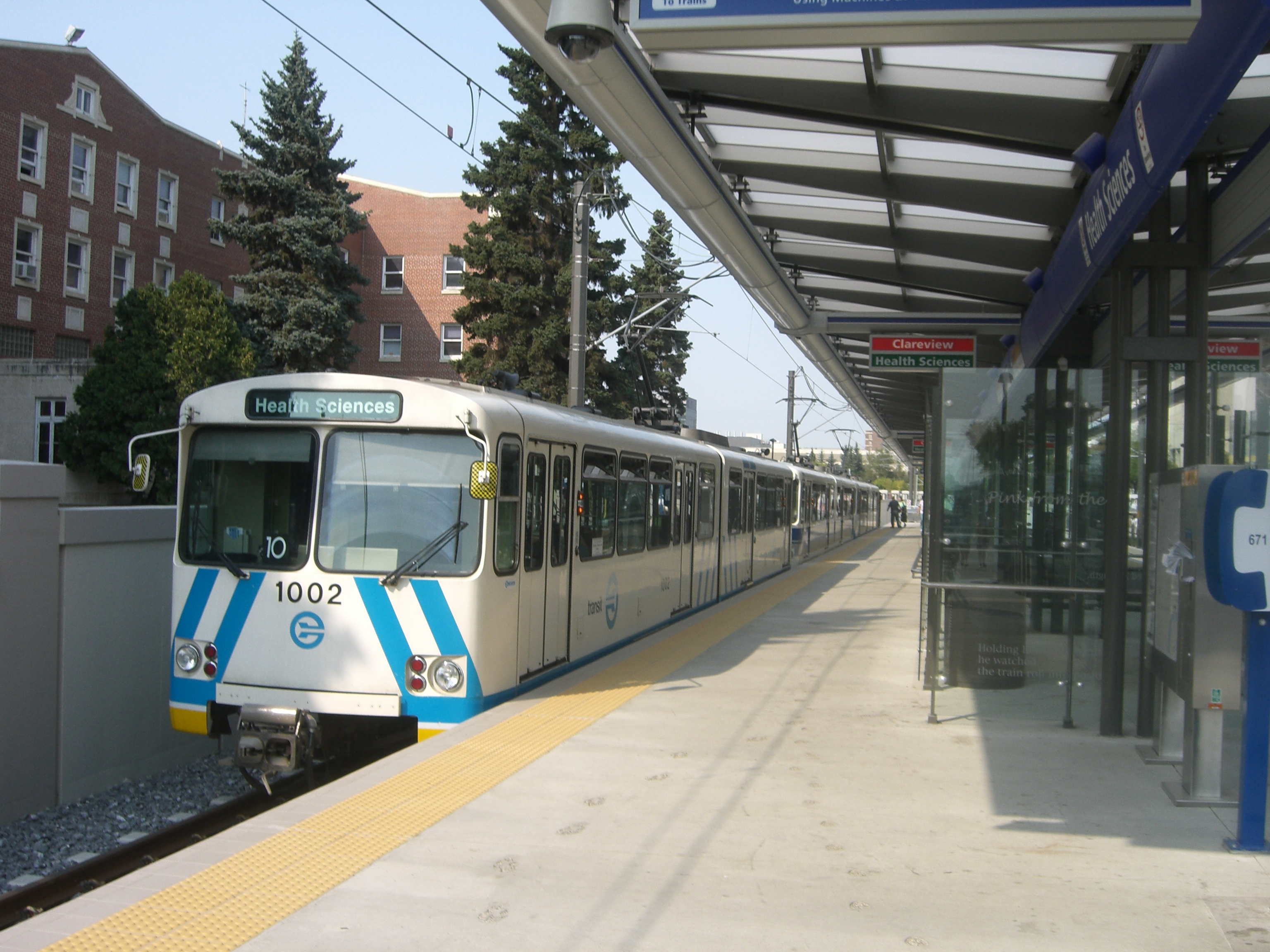
LRT 경전철

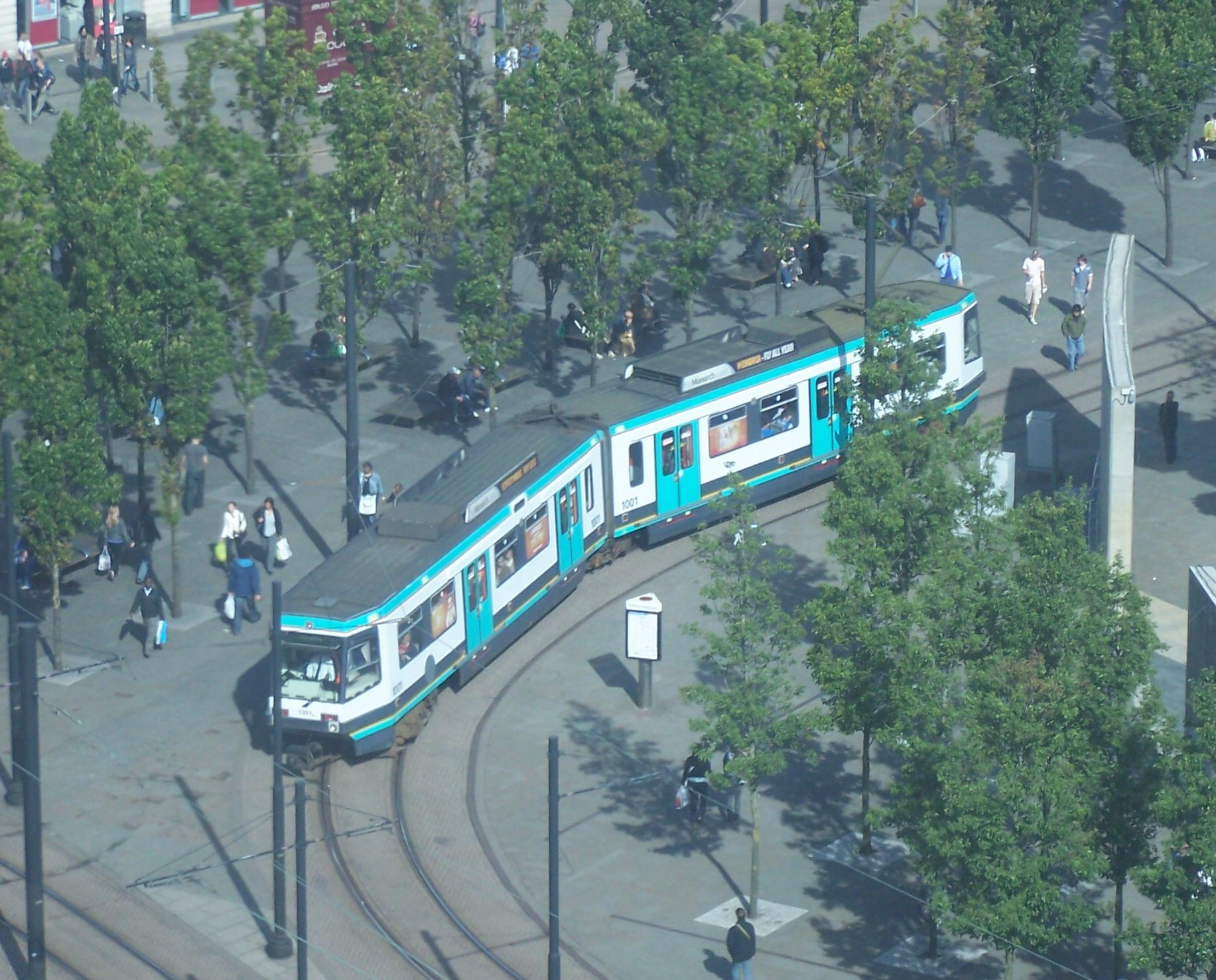
Metrolink Tram

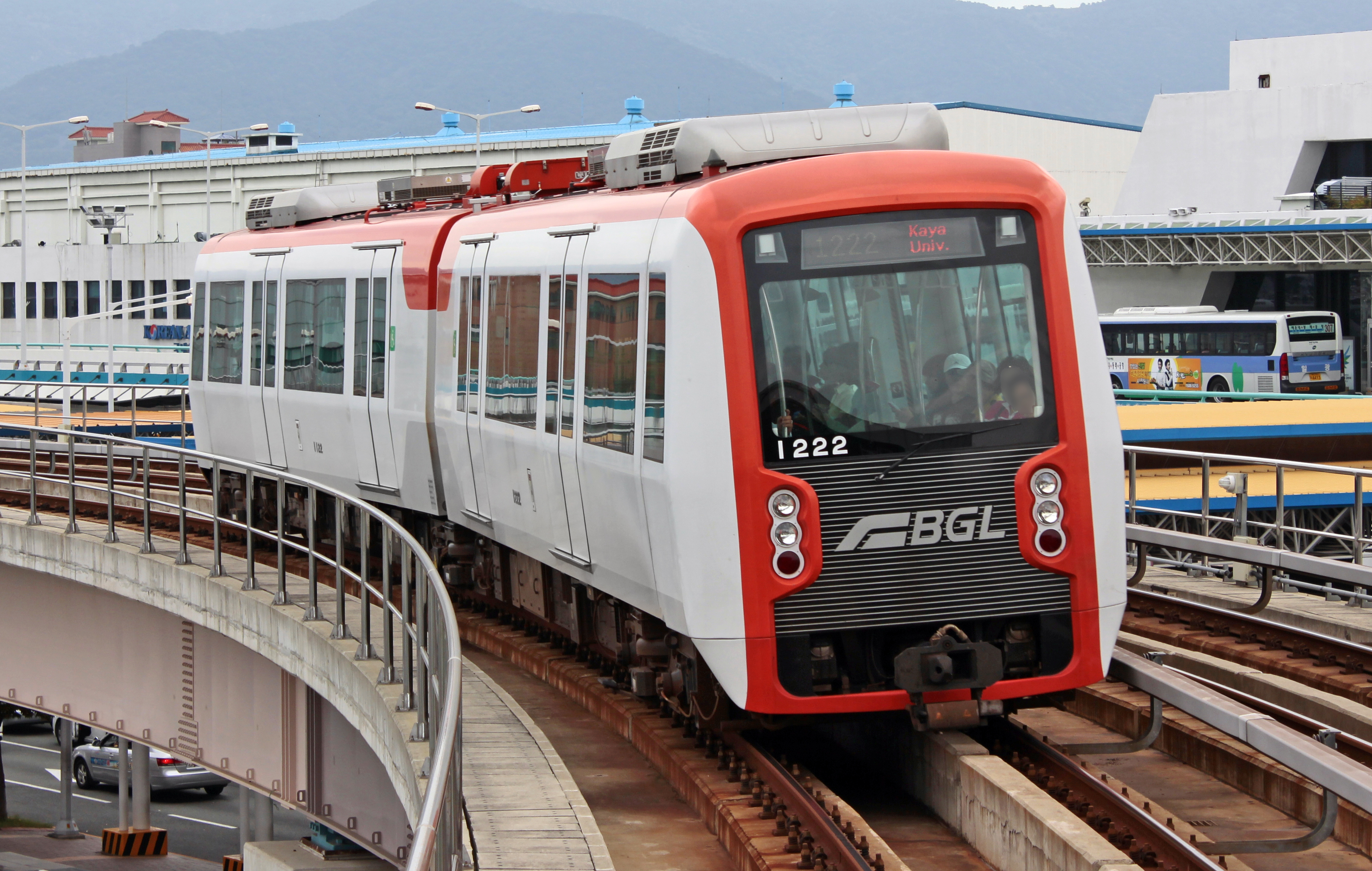
부산-김해경전철

경전철(輕電鐵) 혹은 경량전철(輕量電鐵)은 통상적인 중전철 도시교통 시스템과 대비되는 상대적으로 건설비와 수송용량이 낮은  궤도 계통의 교통 수단을 통칭하는 한국어의 개념이다. 대개, 도로 교통, 철도, 삭도 등의 범주에 속하지 않는 비교적 근래에 개발된 여러 교통 수단들을 의미한다. 그 특성상 대개 철도와 도로의 중간자적 위치를 가지는 예가 많다. 경전철의 정의는 정확하기보다는 두루뭉술한 것이어서 그 범주가 무엇인지 명확히 설명하기 쉽지 않다.

## 정의
경전철의 사전적인 정의는 "중전철과 버스 사이의 수송능력을 가지는 궤도교통수단"

으로, 소형전철, 모노레일, 궤도버스와 자기부상열차를 포괄한다.
법률적으로는 도시철도건설규칙 제2조 6항에 다음과 같이 정의되어 있다.
도시철도건설규칙 제2조(정의) 이 규칙에서 사용하는 용어의 뜻은 다음과 같다.

6. "경량전철"이란 모노레일형식, 노면전차형식, 철제차륜형식, 고무차륜형식, 선형유도전동기형식, 자기부상추진형식 등으로 운행되고, 차량 최대 설계축중 13.5톤 이하[분포하중(分布荷重)의 경우 단위 미터당 2.8톤 이하를 말한다]의 전기철도를 말한다.

경전철의 용어적인 사용은 특히 90년대에 들어오면서 본격화되었으나 어떤 특정한 도시철도 시스템을 정확히 찍어서 의미하는 개념은 아니다. 앞서 언급한 정의들을 참고할 때, (지하철이 아닌 모든 철도 교통수단 중 수송능력이 중전철과 버스 사이에 있는 것이 경전철에 해당된다고 볼 수 있다.) 즉, 경전철은 통상적인 궤도를 사용하는 노면전차와 라이트 레일 뿐 아니라 통상적인 궤도와는 호환이 되지 않는 종류의 철도 교통수단들인 모노레일, 고무타이어 지하철, 개념적으로는 피플 무버(People Mover), 신교통 시스템 등을 포괄한다. 요약하면, 중전철이 아니면서 건설비 부담과 수송능력이 '가벼운' 궤도계 교통수단이라 할 수 있다.
한편, 경전철을 라이트 레일(Light Rail 혹은 LRT)의 번역어로서 사용이 되는 경우도 있으나, 영어에서 라이트 레일과는 매우 상이한 의미의 개념으로 사용된다. 이외에도 경전철 용어는 중형철도수송시스템과 같은 유사하지만 다른 개념 또는 용어와 혼동되기 쉽다.

### 경전철과라이트 레일(LRT)의 차이점
한국어에서는 라이트 레일(Light Rail), 또는 라이트 레일 트랜짓(Light rail Transilt, LRT)을 경전철의 번역어로 사용하고 있으나, 라이트 레일 및 라이트 레일 트랜짓(LRT)은 개량된 노면전차의 개념으로, 경전철과는 아예 다른 개념어이다. 라이트 레일, 또는 LRT는 통상적인 노면전차와는 달리 높은 속도와 높은 수송능력을 지니고, 일부 또는 전체 구간에서 배타적인 전용통행권을 가지고 운행되는 노면전차로 정의되며, 영어에서는 이 의미로만 사용된다. 비교하자면, 라이트 레일이 기존 노면전차를 포괄하는, 개량된 노면철도체계를 의미하는 반면, 경전철은 수송능력의 측면에서 중전철과 대비되는 저비용, 저수송량, 저속도의 특징을 갖고 있는 모든 궤도계 교통수단을 의미한다. 양자의 공통점은 중전철보다는 '가벼운(Lighter)' 수송능력과 비용, 저속도의 경향이 있다는 것이다.
위와 같은 라이트레일과 경전철의 용어 혼동은 개념상의 혼동을 주기 매우 쉽다. 예를 들어, 미국 대중교통협회(American Public Transport Association, APTA)의 라이트 레일의 정의가 경전철의 정의로 인용되는 경우가 있다.

### 경전철과중형철도수송시스템의 차이점
경전철과 중형철도수송시스템의 차이는, 경전철이 '중전철과 버스 사이의 수송능력을 가지는 궤도교통수단'으로 정의되는 반면, 중형철도수송시스템은 '중전철과 라이트 레일 사이의 수송능력을 가지는 궤도교통수단'으로 정의된다는 것이다. 즉, 양자는 특정한 궤도교통수단만을 포괄하는 용어가 아니라는 공통점을 갖고있는 반면, 차이점은 수송능력의 정의에 있다. 따라서 경전철 범주에 포함되는 소규모 철도시스템이 중형철도수송시스템에는 포함되지 않을 수 있다.

### 신교통 시스템
신교통 시스템(新交通 System)은 대개 상기한 경량철도나, 또는 고무차륜식의 차량 모두가 해당할 수 있는 것으로, 대개 자동화 수준이 높고, 노면과 분리되어 독점적인 통행권을 부여받은 궤도 시스템을 의미한다. 따라서, 기존의 인력에 의존하는, 그렇기 때문에 비교적 용량이 큰 대중 교통에만 이용되던 교통 시스템과 달리, 인력 의존도가 현저하게 낮고 소규모의 교통, 예를 들어 소집단(group)내지 심지어 개인(personal) 수준의 교통을 처리할 수 있는 것을 의미한다.
신교통 시스템은 따라서, 경량철도의 개념과 어느 정도 중복성을 가진다. 경량철도의 기본적인 시스템(철제차륜식, 노면전차 차량)에 신교통 시스템의 자동화가 이루어지는 경우도 존재할 수 있다. 그러나, 많은 신교통 시스템이 고무차륜식 차량을 기반으로 하고 있어, 종종 동의어처럼 취급되기도 한다.
한국형 고무차륜 AGT 경량전철을 개발한 제작사인 (주)우진산전에서는 "경량전철이란 대량수송 및 정시성 등의 기존 대중교통수단을 만족하면서 시스템의 기능이 상호 통합, 연계된 체계내에서 복수의 차량으로 편성된 열차가 시간, 방향당 3만명까지 수송하고, 운행속도가 60km/h이상 무인운전이 가능한 교통시스템"이라고 정의하고 있다.

## 경전철의 하위 분류
통칭으로서 쓰이는 경전철에는 이하와 같은 시스템들이 포함된다. 다만 분류 면에서 다양한 개념이 뒤섞여 있기 때문에 충분히 정리된 분류를 하기는 어려운 면이 있다.
- 궤도버스 - 가이드웨이 버스, 무궤도전차를 포함
- 모노레일
- 라이트 레일 - 보통 경전철의 번역어로 오역되는 LRT(Light Rail Transit)는 이것을 지칭한다.
- 자기부상열차
- 신교통 시스템 - 고무차륜식 경전철, 종종 AGT(Automated Guided Transit)로 참조됨
- 리니어 모터 카

이 외에 근래 제기되는 여러 시스템으로 다음과 같은 것이 있다.
- 스카이 레일
- 바이모달트램(Bi-modality) 혹은 듀얼 모드 차량
- GRT(Guided Rapid Transit) - 자기유도식 궤도 교통

## 나라별 경전철

### 대한민국
현재 영업 운행 중인 도시철도형 경전철 노선은 아래와 같다(영업 개시일 순).
- ● 부산 도시철도 4호선(부산)
- ● 부산-김해 경전철(부산)
- ● 서울 경전철 우이신설선(수도권)
- ● 서울 경전철 신림선(수도권)
- ● 용인 경전철(수도권, 에버라인)
- ● 의정부 경전철(수도권)
- ● 대구 도시철도 3호선(대구)
- ● 인천 도시철도 2호선(수도권)
- ● 김포 도시철도(수도권)

그러나 반대하는 의견도 있어 충청북도 청주시는 노면전차 도입을 전면 재검토하고 있으며, 경기도 고양시는 경제성이 없다는 판단에서 이미 수립된 경전철 도입계획을 백지화하였다. 용인시는 운영적자 부담에 대한 우려를 하고 있으며, 경기도 광명시와 안양시에서는 자치단체 간의 재정분담문제로 인하여 갈등이 일어나고 있다.
다른 경전철 노선들이 거의 대부분 민자 투자사업(BTO)인데 반해 부산 도시철도 4호선과 인천 도시철도 2호선, 모노레일 노선인 대구 도시철도 3호선의 경우에는 국책사업으로 시행되고 있다.
인천광역시는 청라지구 교통대책의 일환으로  인천공항철도 청라국제도시역과 인천 도시철도 2호선 가정오거리역간 운행할 바이모달트램 노선을 개설하는 계획을 수립하고 설계에 착수하였다.
특수 목적 경전철 시스템으로 인천국제공항 내에 있는 인천국제공항 셔틀트레인이 있으며 이는 일반인 대상이 아니라 특정 공항 시설을 이용하는 사람만을 대상으로 한다. 다만 이는 법적으로는 도시철도법이 아닌 궤도운송법의 적용을 받으므로 대한민국 법령상으로는 경전철이 아닌 삭도이다.

### 중국
- 베이징 지하철 시자오선
- 상하이 지하철 푸장선
- 광저우 지하철 APM선

## 같이 보기
- 도시 철도
- 신교통 시스템
- 간선급행버스체계(BRT)
- 노면 전차

## 참고 문헌
1. 1 2  “경전철”. 한국철도시설공단, 철도용어사전. 2016년 10월 20일에 확인함.
2. 1 2  “경전철”. 박문각,시사상식사전.2015년 5월 6일 수정판. 2016년 10월 20일에 확인함.
3. 1 2  “경전철”. doopedia(두산백과). 2016년 10월 20일에 확인함.
4. 1 2  “경전철”. Korea Railway Industry Informaition Center(철도산업정보센터). 2019년 4월 6일에 확인함.
5. ↑  “도시철도 건설규칙”. 국가법령정보센터. 2019년 4월 7일에 확인함.
6. ↑  “Fact Book Glossary - Mode of Service Definitions”. en:American Public Transportation Association. 2015. 2018년 2월 20일에 원본 문서에서 보존된 문서. 2015년 1월 6일에 확인함.
7. ↑  예: 용인시의 에버라인
8. ↑  경량전철 차량시스템 기술개발 연구결과보고서, 요약문 -1/17, 2004년 12월, (주)우진산전
9. ↑  김경철(2001).《도시철도론》. 서울 : 노해출판사. 일부 수정.
10. ↑  졸속으로 추진되는 마창진 도시철도계획을 재검토하라!! 경남시민사회단체연대회의
11. ↑  정확히는 인천국제공항 탑승동에서 비행기를 타고 내리는 승객들만 이용할 수 있다.